# Marie Lorraine
Isabella Mercia McDonagh (3 de enero de 1899 – 5 de marzo de 1982), también conocida como Marie Lorraine, fue una actriz australiana que trabajó a menudo en colaboración con sus hermanas Paulette y Phyllis. Isabella, junto con sus dos hermanas, hizo historia al poseer y dirigir una productora cinematográfica, convirtiéndose así en la primera mujer australiana en hacerlo.
Visitó Hollywood en 1933.

## Primeros años
Isabella Mercia McDonagh nació el 3 de enero de 1899 en la calle Macquaire de Sídney, Australia, siendo una de los siete hijos de John McDonagh, médico, y Annie Jane (de soltera Amora). Dado que su padre era cirujano de una compañía teatral, estaba familiarizada con la industria del entretenimiento y, de niña, mostró interés por la interpretación. Entró en la industria cinematográfica con sus hermanas Paulette, guionista y directora de todas sus películas, y Phyllis, que se convirtió en directora artística, publicista y productora. Murió el 5 de marzo de 1982.

## Premios
- Isabella Mercia McDonagh fue incluida en el Victorian Honour Roll of Women en 2001.[7]
- Isabella y sus hermanas Paulette y Phyllis recibieron en 1978 el premio Raymond Longford (Instituto de Cine Australiano)[8]

## Filmografía parcial
- Joe (1924)
- Painted Daughters (1925)
- Those Who Love (1926)
- The Far Paradise (1928)
- The Cheaters (1930)
- Two Minutes Silence (1933)